# 104-й гвардейский истребительный авиационный полк
104-й гвардейский истребительный авиационный Краковский ордена Александра Невского полк — (104-й гв. иап) — воинская часть Военно-Воздушных сил (ВВС) Вооружённых Сил РККА, принимавшая участие в боевых действиях Великой Отечественной войны.

## Наименования полка
- 298-й истребительный авиационный полк;
- 104-й гвардейский истребительный авиационный полк;
- 104-й гвардейский истребительный авиационный Краковский полк;
- 104-й гвардейский истребительный авиационный Краковский ордена Александра Невского полк;
- 892-й гвардейский истребительный авиационный Краковский ордена Александра Невского полк;
- Полевая почта 23249.

## Создание полка

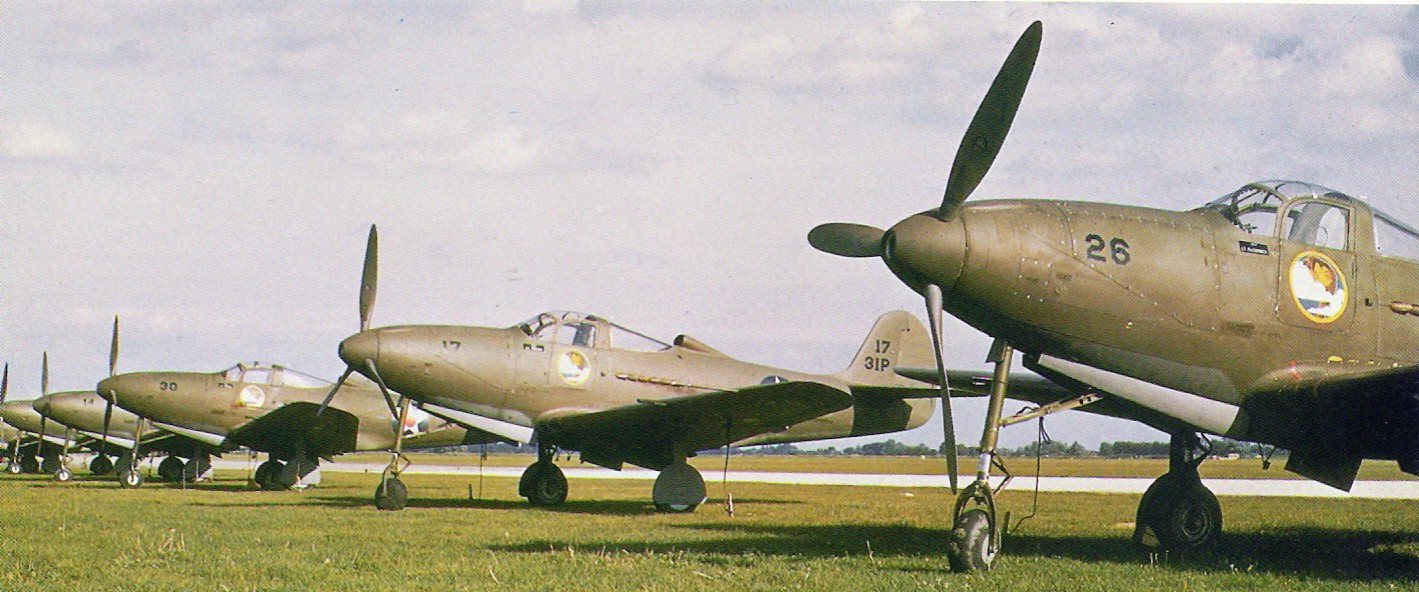
Р-39 Аэрокобра

104-й гвардейский истребительный авиационный полк образован 24 августа 1943 года путём преобразования из 298-го истребительного авиационного полка в гвардейский за образцовое выполнение боевых задач и проявленные при этом мужество
и героизм на основании Приказа НКО СССР.

## В действующей армии
В составе действующей армии:
- с 24 августа 1943 года по 10 января 1944 года,
- с 07 мая 1944 года по 11 мая 1945 года.

## Командиры полка
- майор, подполковник Прудников Александр Петрович[3], 20.05.1941 — 04.11.1941
- майор, подполковник Тараненко Иван Андреевич[3], 12.1941 — 18.07.1943
- майор Семенишин Владимир Григорьевич (погиб)[3], 18.07.1943 — 29.09.1943
- майор, подполковник Крюков Павел Павлович[3],01.10.1943 — 03.09.1944
- майор, подполковник Бобров Владимир Иванович[3], 09.1944 — 1946
- полковник авиации Столярский, Кир-Икар Станиславович, 1957—1960

## В составе соединений и объединений
| Период        | Фронт (округ)            | армия                                   | корпус                                             | дивизия                                              | примечание                                                        |
| ------------- | ------------------------ | --------------------------------------- | -------------------------------------------------- | ---------------------------------------------------- | ----------------------------------------------------------------- |
| 21.08.1943 г. | Южный фронт              | 8-я воздушная армия                     |                                                    | 9-я гвардейская истребительная авиационная дивизия   | Р-39 «Аэрокобра»                                                  |
| 24.08.1943 г. | Южный фронт              | 8-я воздушная армия                     |                                                    | 9-я гвардейская истребительная авиационная дивизия   | Р-39 «Аэрокобра», полк преобразован в гвардейский                 |
| 20.10.1943 г. | 4-й Украинский фронт     | 8-я воздушная армия                     |                                                    | 9-я гвардейская истребительная авиационная дивизия   | Р-39 «Аэрокобра»                                                  |
| 11.01.1944 г. | Резерв Ставки ВГК        |                                         |                                                    | 9-я гвардейская истребительная авиационная дивизия   | Р-39 «Аэрокобра»                                                  |
| 07.05.1944 г. | 2-й Украинский фронт     | 5-я воздушная армия                     |                                                    | 9-я гвардейская истребительная авиационная дивизия   | Р-39 «Аэрокобра»                                                  |
| 08.07.1944 г. | 1-й Украинский фронт     | 8-я воздушная армия                     | 7-й истребительный авиационный корпус              | 9-я гвардейская истребительная авиационная дивизия   | Р-39 «Аэрокобра»                                                  |
| 31.07.1944 г. | 1-й Украинский фронт     | 2-я воздушная армия                     | 7-й истребительный авиационный корпус              | 9-я гвардейская истребительная авиационная дивизия   | Р-39 «Аэрокобра»                                                  |
| 27.10.1944 г. | 1-й Украинский фронт     | 2-я воздушная армия                     | 6-й гвардейский истребительный авиационный корпус  | 9-я гвардейская истребительная авиационная дивизия   | Р-39 «Аэрокобра»                                                  |
| 11.05.1945 г. | 1-й Украинский фронт     | 2-я воздушная армия                     | 6-й гвардейский истребительный авиационный корпус  | 9-я гвардейская истребительная авиационная дивизия   | Р-39 «Аэрокобра»                                                  |
| 07.06.1945 г. | Центральная группа войск | 2-я воздушная армия                     | 6-й гвардейский истребительный авиационный корпус  | 9-я гвардейская истребительная авиационная дивизия   | Австрия, Р-39 «Аэрокобра»                                         |
| 20.01.1949 г. | Центральная группа войск | 59-я воздушная армия                    | 78-й гвардейский истребительный авиационный корпус | 237-я гвардейская истребительная авиационная дивизия | аэр. Траусдорф, P-63 Kingcobra, полк переименован в 892-й гв. иап |
| 10.1952 г.    | Балтийский флот          | ВВС флота                               |                                                    | 237-я гвардейская истребительная авиационная дивизия | Калининградская область, МиГ-15                                   |
| 25.04.1953 г. | 4-й ВМФ                  | ВВС флота                               |                                                    | 237-я гвардейская истребительная авиационная дивизия | Калининградская область, МиГ-15                                   |
| 1956 г.       | Балтийский флот          | ВВС флота                               |                                                    | 237-я гвардейская истребительная авиационная дивизия | Калининградская область, МиГ-17                                   |
| 03.1958 г.    | Балтийский флот          | ВВС флота                               |                                                    |                                                      | Калининградская область, МиГ-17, полк стал отдельным              |
| 04.1960 г.    | ПВО страны               | 2-я отдельная Краснознамённая армия ПВО |                                                    | Балтийская дивизия ПВО                               | МиГ-17                                                            |
| 1966 г.       | ПВО страны               | 2-я отдельная Краснознамённая армия ПВО |                                                    | 3-я дивизия ПВО                                      | Як-28П                                                            |
| 1973 г.       | ПВО страны               | 2-я отдельная Краснознамённая армия ПВО | 27-й корпус ПВО                                    |                                                      | Як-28П                                                            |
| 30.06.1976 г. | ПВО страны               | 2-я отдельная Краснознамённая армия ПВО | 27-й корпус ПВО                                    |                                                      | расформирован                                                     |

## Участие в сражениях и битвах
- Курская битва:

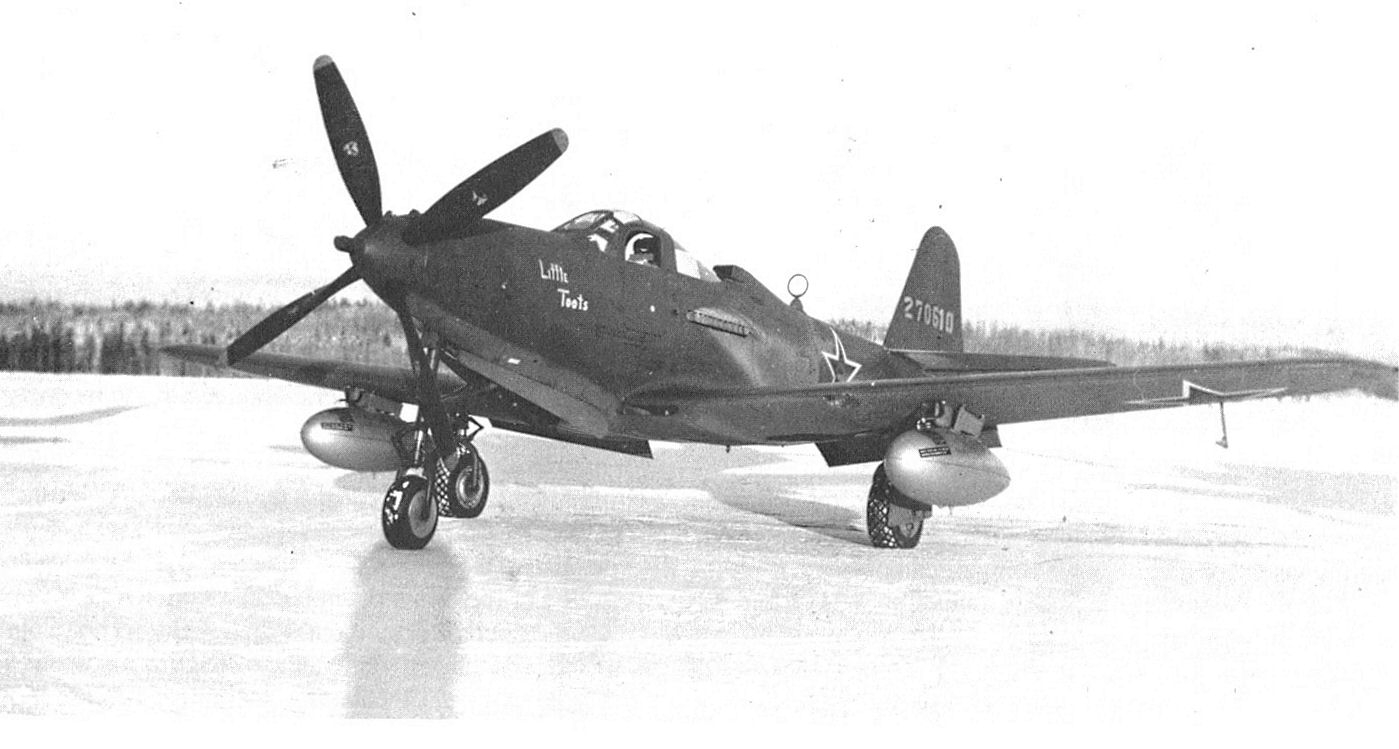
Bell P-63 Кингкобра

  - Белгородско-Харьковская операция — с 3 по 23 августа 1943 года.
- Днепровско-Карпатская стратегическая наступательная операция:
  - Кировоградская наступательная операция — с 5 по 16 января 1944 года.
  - Корсунь-Шевченковская операция — с 24 января по 17 февраля 1944 года.
  - Уманско-Ботошанская операция — с 5 марта по 17 апреля 1944 года.
- Львовско-Сандомирская операция — с 13 июля по 3 августа 1944 года.
- Карпатско-Дуклинская операция (Восточно-Карпатская операция) — с 27 по 28 октября 1944 года.
- Висло-Одерская операция:
  - Сандомирско-Силезская операция — с 12 января по 3 февраля 1945 года.
- Нижне-Силезская наступательная операция — с 8 по 24 февраля 1945 года.
- Осада Бреслау — с 23 февраля 1945 года по 6 мая 1945 года.
- Верхне-Силезская наступательная операция — с 15 по 31 марта 1945 года.
- Берлинская наступательная операция — с 16 апреля по 8 мая 1945 года.
- Пражская операция — с 6 по 11 мая 1945 года.

## Почётные наименования
- 104-му гвардейскому истребительному авиационному полку 19 февраля 1945 года за отличие в боях при овладении древней столицей и одним из важнейших культурно-политических центров союзной нам Польши городом Краков – мощным узлом обороны немцев, прикрывающим подступы к Домбровскому угольному району Приказом ВГК № 015 от 19.02.1945 г. на основании приказа ВГК № 230 от 19.01.1945 г. присвоено почётное наименование «Краковский»[4].

## Награды
- 104-й гвардейский истребительный авиационный Краковский полк за образцовое выполнение боевых заданий командования в боях с немецкими захватчиками при овладении городами Нейссе и Леобшютц и проявленные при этом доблесть и мужество 26 апреля 1945 года Указом Президиума Верховного Совета СССР награждён орденом Александра Невского[5].

## Отличившиеся воины полка

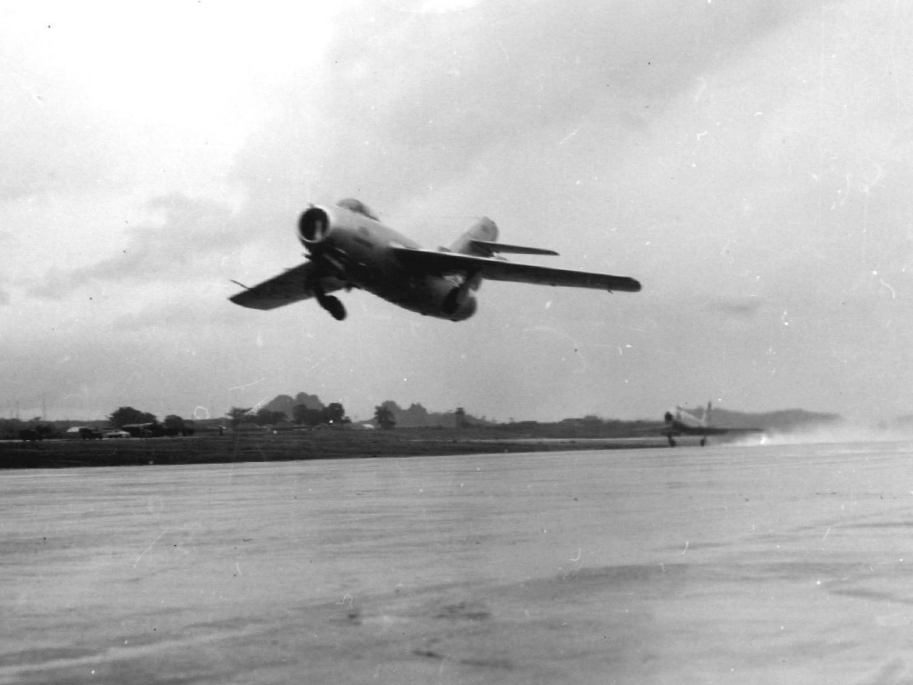
МиГ-15

- Бобров, Владимир Иванович, командир полка, гвардии полковник, Указом Президента СССР от 20 марта 1991 года за мужество и героизм, проявленные в борьбе с немецко-фашистскими захватчиками в Великой Отечественной войне 1941—1945 годов, посмертно удостоен звания Героя Советского Союза. Родным лётчика были вручены орден Ленина и медаль «Золотая Звезда» № 11645.
- Вильямсон Александр Александрович, командир эскадрильи 104-го гвардейского истребительного авиационного полка, гвардии капитан, Указом Верховного Совета СССР 27 июня 1945 года удостоен звания Герой Советского Союза. Золотая звезда № 7875.
- Вишневецкий Константин Григорьевич, командир эскадрильи 298-го истребительного авиационного полка, Указом Верховного Совета СССР 24 августа 1943 года удостоен звания Герой Советского Союза. Золотая звезда № 1134.
- Дрыгин Василий Михайлович, старший лётчик 298-го истребительного авиационного полка 229-й истребительной авиационной дивизии 4-й воздушной армии Северо-Кавказского фронта, капитан, Указом Верховного Совета СССР 24 мая 1943 года удостоен звания Герой Советского Союза. Золотая звезда № 997.
- Девятаев Михаил Петрович, командир звена 104-го гвардейского истребительного авиационного полка, гвардии старший лейтенант, Указом Верховного Совета СССР 15 августа 1957 года удостоен звания Герой Советского Союза. Золотая звезда № 11167.
- Комельков Михаил Сергеевич, заместитель командира 104-го гвардейского истребительного авиационного полка, гвардии капитан, Указом Верховного Совета СССР 27 июня 1945 года удостоен звания Герой Советского Союза. Золотая звезда № 6600.
- Лиховид Михаил Степанович, заместитель командира эскадрильи 104-го гвардейского истребительного авиационного полка 9-й гвардейской истребительной авиационной дивизии 7-го истребительного авиационного корпуса 8-й Воздушной армии 1-го Украинского фронта, гвардии старший лейтенант, Герой Советского Союза, посмертно.
- Семенишин Владимир Григорьевич, штурман 298-го истребительного авиационного полка 219-й бомбардировочной авиационной дивизии 4-й воздушной армии Северо-Кавказского фронта, майор, Указом Верховного Совета СССР 24 мая 1943 года удостоен звания Герой Советского Союза. Золотая звезда № 996.
- Тараненко Иван Андреевич, командир 298-го истребительного авиационного полка, подполковник, Указом Верховного Совета СССР 2 сентября 1943 года удостоен звания Герой Советского Союза. Золотая звезда № 1096.

## Благодарности Верховного Главнокомандования

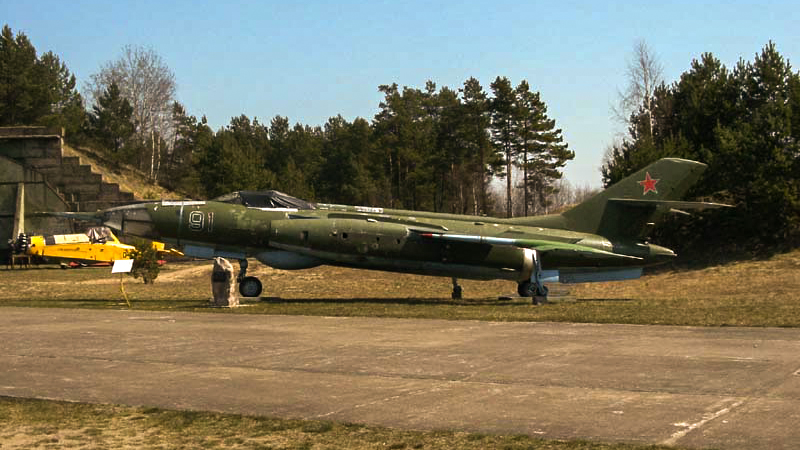
Як-28

Воинам полка в составе дивизии за отличия в боях объявлены благодарности Верховного Главнокомандования:
- За особое отличие в боях при овладении городом Барвенково, городом и важнейшим железнодорожным узлом Чаплино, важнейшим узлом железных дорог в Приазовье — городом Волноваха, при наступлении вдоль побережья Азовского моря и освобождении от немецких захватчиков крупного центра металлургической промышленности юга — города и порта Мариуполь[6].
- За отличие в боях при овладении городами Порицк, Горохов, Радзехов, Броды, Золочев, Буек, Каменка, городом и крупным железнодорожным узлом Красное и занятии свыше 600 других населенных пунктов[7].
- За овладение городом Сандомир и за овладение сандомирским плацдармом[8]
- За отличие в боях при овладении городами Ченстохова, Пшедбуж и Радомско[9].
- За отличие в боях при овладении городам Виттенберг — важным опорным пунктом обороны немцев на реке Эльба[10].
- За отличие в боях при разгроме берлинской группы немецких войск овладением столицы Германии городом Берлин — центром немецкого империализма и очагом немецкой агрессии[11].

## Статистика боевых действий
Всего за годы Великой Отечественной войны полком:
| Выполнено боевых вылетов | Сбито самолётов в воздухе | Уничтожено самолётов всего |
| ------------------------ | ------------------------- | -------------------------- |
| 10676                    | 423                       | 437                        |

Свои потери:
| Потеряно самолётов, всего | Погибло лётчиков всего | Погибло лётчиков в воздушных боях | Не вернулись с боевого задания | Погибло при налётах и прочие небоевые потери | Погибло в авиакатастрофах и умерло от ран |
| ------------------------- | ---------------------- | --------------------------------- | ------------------------------ | -------------------------------------------- | ----------------------------------------- |
| 162                       | 72                     | 26                                | 25                             | 2                                            | 19                                        |

## Самолёты на вооружении
| Период      | Самолёты         |
| ----------- | ---------------- |
| 1940 — 1941 | И-16             |
| 1941 — 1942 | Як-1             |
| 1942 — 1946 | Р-39 «Аэрокобра» |
| 1946 — 1951 | Р-63 Кингкобра   |
| 1951 — 1955 | МиГ-15           |
| 1955 — 1965 | МиГ-17           |
| 1957 — 1967 | Як-25Р (1-я аэ)  |
| 1962 — 1967 | МиГ-19Р          |
| 1966 — 1976 | Як-28П           |

## Базирование
| Период                  | Аэродром                           |
| ----------------------- | ---------------------------------- |
| 05.1945 — 18.05.1945    | Гроссенхайн, Германия              |
| 18.05.1945 — 04.06.1945 | Риза, Германия                     |
| 04.06.1945 — 29.07.1946 | Абсдорф, Австрия                   |
| 29.07.1946 — 05.1949    | Мюнхендорф, Австрия                |
| 05.1949 — 10.1952       | Винер-Нойштадт, Австрия            |
| 10.1952 — 1966          | Нивенское, Калининградская область |
| 1966 — 1976             | Даугавпилс, Латвийская ССР         |

## Память
В память о героических подвигах защитников кубанского неба и в честь личного состава полка по просьбе жителей города Кореновск в 1987 году был установлен на постамент привезённый из Майкопа самолёт МиГ-21СМ. На памятных плитах увековечены фамилии не только героев войны, но и военных лётчиков, погибших в послевоенные годы в различных вооружённых конфликтах.

## Литература

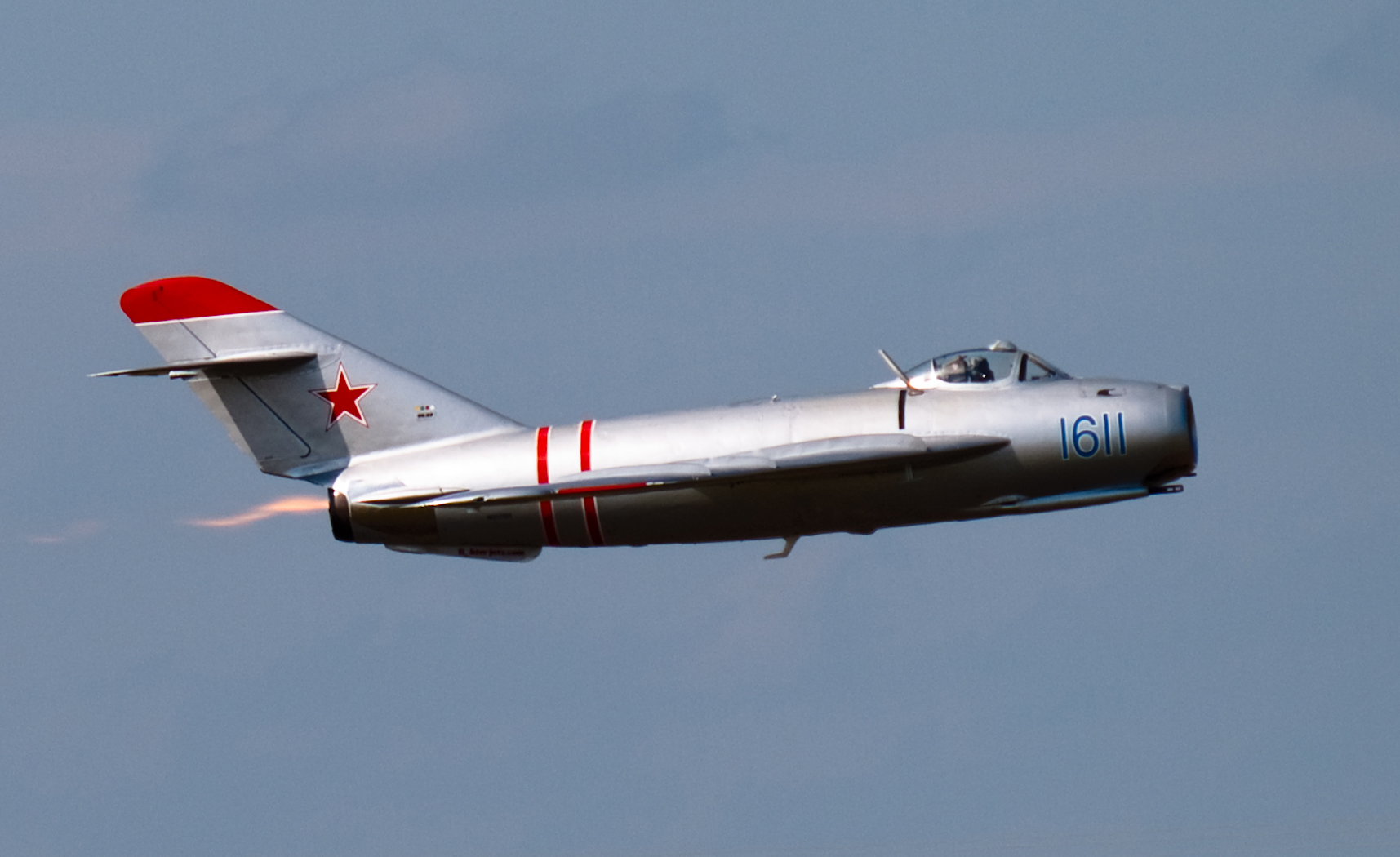
МиГ-17